# Synchiropus marmoratus
Synchiropus marmoratus är en fiskart som först beskrevs av Peters, 1855.  Synchiropus marmoratus ingår i släktet Synchiropus och familjen sjökocksfiskar. Inga underarter finns listade i Catalogue of Life.